# Stylidium coroniforme
Stylidium coroniforme är en tvåhjärtbladig växtart. Stylidium coroniforme ingår i släktet Stylidium och familjen Stylidiaceae.

## Underarter
Arten delas in i följande underarter:
- S. c. amblyphyllum
- S. c. coroniforme